# Francine Baron
Francine Baron-Royer est une femme politique dominicaise, ministre des Affaires étrangères et de la Communauté caraïbe entre 2014 et 2019. Elle succède à Roosevelt Skerrit.

## Biographie
Elle est la fille de Franklin Baron, premier Premier ministre du pays,.